# Art-Oliver Simon
Art-Oliver Simon (* 13. Dezember 1966 in Hamburg) ist ein deutscher Komponist.

## Leben
Nach einem Studium der Musikwissenschaften an der Freien Universität Berlin studierte Simon von 1987 bis 1993 Komposition bei Frank Michael Beyer an der Universität der Künste Berlin. 1993 erhielt er den Kompositionspreis des Berliner Senats und 1994 den Boris Blacher-Kompositionspreis der Hochschule der Künste Berlin. Von 1993 bis 1995 arbeitete er am Pariser IRCAM über Fragen formalisierter computergestützter Kompositionsverfahren. Seit 1995 lebt und arbeitet er als freischaffender Komponist in Berlin. 2007 war er Kompositionsstipendiat am Künstlerhaus Edenkoben und 2009 am kunst:raum sylt-quelle in Rantum. 2009 gründete er das Ensemble berlin-projekt, das sich vornehmlich neuen Werken von Komponisten aus dem norddeutschen Raum und Russland widmet. Seit 2010 leitet er das composers program, eine neue Editionsreihe mit Kompositionen von Stephen Beville, Irina Emeliantseva und eigenen Werken.

## Werk
Seine musikalische Sprache zeichnet sich durch eine hohe Dichte und Komplexität, einem Hang zur Narrativität sowie durch großzügige, oft vielschichtige Formen aus, die sich dem Hörer nicht unmittelbar erschließen. Diese Komplexität wird jedoch immer wieder von Momenten größter Einfachheit durchbrochen, so dass sich ein weiter stilistischer Bogen spannt von einer sperrigen, atonal-geräuschhaften Tonsprache bis hin zu expressiv aufgeladenen Klangstrukturen, die an die Frühphase der Zweiten Wiener Schule und sogar an romantische Gefühlswelten des 19. Jahrhunderts erinnern. Simon schrieb Vokalkompositionen, z. B. T.R für drei Frauenstimmen und Schlagzeug, Orchesterwerke für Kammerorchester und großes Orchester, sowie eine große Anzahl von kammermusikalischen Werken für unterschiedlichste Besetzungen.